# 김민철 (1972년)
김민철(한국 한자: 金敏哲, 1972년 3월 1일 ~ )은 대한민국의 전 축구 선수이고  포지션은 골키퍼였으며 유공에서는 차상광 샤샤에게 밀려 이렇다할 성과를 얻지 못했고 1996년 전남 이적 후 한동안 골문을 지켰는데 이 당시 전남은   아무런 대안 없이 수준급 골키퍼 박철우를 타구단에 트레이드시킨 데다 박종문이 1996년 1월 말 창단한 경찰청 축구단에 입대했으며(어깨 부상 탓인지 96년 9월 말 의가사제대) 유리 쉬쉬킨이 고국 러시아로 되돌아가 당시 남은 골키퍼가 류영록 (대우에서 이적) 본인(김민철) 밖에 없었는데 그나마 류영록은 부상 후유증 탓인지 전년도와 마찬가지로 경기에 나서지 못했다.
이로 인해 전남은 페트로 입단 전까지 본인(김민철) 혼자 골문을 지켜야 했다.